# 腸骨筋
腸骨筋（ちょうこつきん、英語: iliacus muscle）は人間の腸骨の筋肉で股関節の屈曲（わずかに外旋）、脊柱の屈曲を行う。
腸骨窩と下前腸骨棘から起こり、大腰筋と合流して腸腰筋となり、腸骨筋の筋線維は大腰筋の線維の前方で小転子を越えて下方で終わる。支配神経は腰神経叢の筋枝L2-L4である。